# Why Girls Say No
Why Girls Say No  est un film américain muet de Leo McCarey sorti en 1927.

## Fiche technique
- Titre : Why Girls Say No
- Réalisation : Leo McCarey

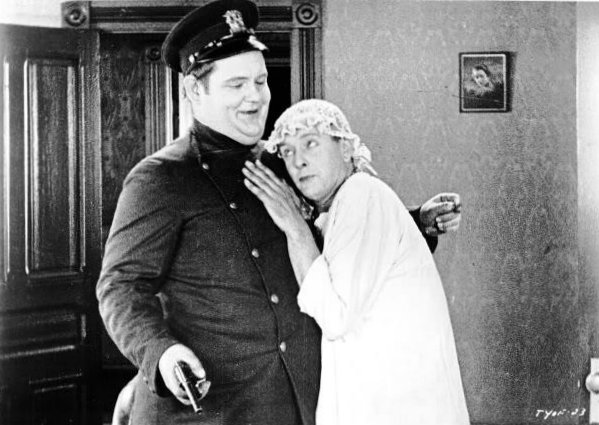
Une scène du film avec Hardy policier.

- Assistants réalisation : Joe Barry, Lloyd French et Jean Yarbrough
- Scénario : Stan Laurel et H. M. Walker
- Photographie : Frank Young
- Montage : Richard C. Currier
- Producteur : Hal Roach
- Société de production : Hal Roach Studios
- Société de distribution : Pathé Exchange
- Pays de production :  États-Unis
- Langue : Anglais
- Format : 1.33 : 1, 35mm, muet, noir et blanc
- Durée : 20 minutes
- Genre: Comédie
- Date de sortie : 20 février 1927

## Distribution
- Marjorie Daw : Becky
- Creighton Hale : Le garçon
- Max Davidson : Papa Whisselberg
- Ann Brody : Mama Whisselberg
- Spec O'Donnell : Maxie Whisselberg
- Oliver Hardy : Un policier
- Jesse De Vorska : M. Ginsberg
- Noah Young (non crédité) : l'automobiliste en colère